# Květov
Květov település Csehországban, Píseki járásban. Květov Oslov, Kučeř, Jetětice, Milevsko, Osek, Stehlovice és Branice településekkel határos. Lakosainak száma 131 fő (2024. január 1.).

## Népesség
A település lakosságának változását az alábbi diagram mutatja:
| Lakosok száma | 661  | 476  | 464  | 297  | 197  | 107  | 122  | 120  | 110  | 131  |
|               | 1869 | 1890 | 1921 | 1950 | 1980 | 2001 | 2017 | 2019 | 2022 | 2024 |